# بلنغ درة (إسفراين)
بلنغ درة (بالفارسية: پلنگ‌دره) هي قرية تقع في قسم روئين الريفي (مقاطعة إسفراين) في إيران. يقدر عدد سكانها بـ 119 نسمة بحسب إحصاء 2016.